# Burn 'Em Up O'Connor
Burn 'Em Up O'Connor é um filme norte-americano de 1939, do gênero drama (de ação e aventura), dirigido por Edward Sedgwick, com roteiro de Milton Merlin e Byron Morgan baseado no romance Salute to the Gods, de Malcolm Campbell.
O elenco é encabeçado por Dennis O'Keefe, Cecilia Parker, Nat Pendleton e Harry Carey.

## Sinopse
O montador de carros de corrida P. G. Delano não vê limites na sua busca por recordes, mesmo que seus pilotos encontrem a morte. Sem saber disso, o piloto caipira Jerry aceita o emprego oferecido por Delano, cuja filha, Jane, rejeita as intenções amorosas do piloto. Assim que começam as corridas, Jerry acaba se envolvendo num jogo de vingança que quase lhe tira a visão e a vida.